# Parque Nacional da Terra do Fogo

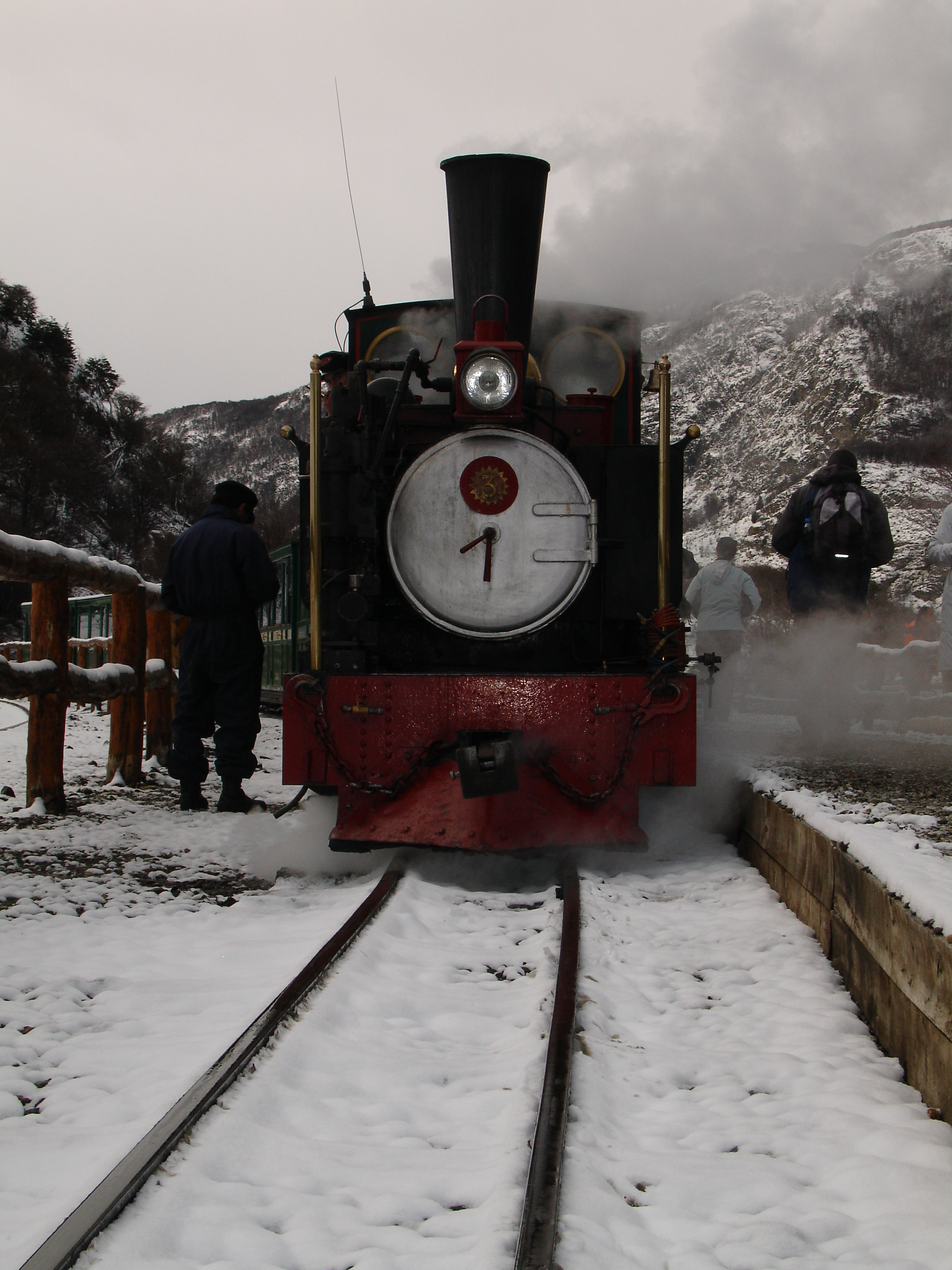
Vista de uma das locomotivas utilizadas pelo Tren del Fin del Mundo.

O Parque Nacional da Terra do Fogo (em espanhol Parque Nacional Tierra del Fuego) é um parque nacional argentino com uma área de 68.909 hectares situado na Terra do Fogo, no extremo sudoeste da parte da ilha, 12 km a oeste da cidade de Ushuaia, estendendo-se desde a Sierra de Injoo Goiyin (ou de Beauvior), a norte do lago Fagnano, até à costa do canal de Beagle. 
Apenas 2000 ha do extremo meridional estão abertos ao público, estando a restante área catalogada como "reserva estricta". O Tren del Fin del Mundo (comboio do fim do mundo) é o meio mais usual para os turistas visitarem o parque, partindo da estação "del Fin del Mundo", 8 km a oeste de Ushuaia. Esta é a parte final da linha que unia a prisão de Ushuaia aos campos de trabalho situados na zona que hoje pertence ao parque.
O parque foi criado em 1960 através da Ley Nº 15.554.